# Банка (морски термин)
Банка (на немски: Bank, на нидерландски: bank) е участък от морското дъно, над което дълбочините са значително по-малки от околните по-големи дълбочини. В моретата, възникнали в резултат на трансгресия, банките се явяват елементи от остатъчния релеф на бившата суша, а в океаните те имат или вулканичен или коралов произход. Пясъчните наноси в банката под влияние на морските течения могат да изменят своите очертания и местоположение, а тяхната площ варира от няколко km² до няколко хиляди km². Нагряваният от слънцето плитък слой вода създава в много от тях изключително благоприятни условия за развитието на органичния свят. Повечето от банките са обект на интензивен промишлен риболов. Едни от най-богатите банки на риба са Голямата Нюфаундленска банка, Догер банк, Мечата банка (в Баренцево море) и др. Със своите плитчини банките са много опасни места за корабоплаването.
Десетте най-големи подводни банки в света са:
- Голяма Нюфаундлендска банка (282 500 km²), в северозападната част на Атлантическия океан, край бреговете на канадския остров Нюфаундленд.
- Голяма Бахмаска банка (95 797 km²), в района на Бахамските острови
- Сая де Малая (35 000 km²), в Индийския океан, в района на остров Мавриций
- Сейшелска банка (31 000 km²), в района на Сейшелските острови
- Джорджес банк (28 800 km²), край източния бряг на САЩ, южно от залива Мейн
- Лансдоун (21 000 km²), в Коралово море, западно от Нова Каледония
- Догер банк (17 600 km²), в южната част на Северно море
- Малка Бахамска банка (14 261 km²), в района на Бахамските острови
- Банка Чагос (12 642 km²), в централната част на Индийския океан, в района на архипелага Чагос
- Банка Рид (8866 km²), в Южнокитайско море, в района на островите Спратли.